# 龙凌
龙凌（1964年9月—），男，贵州水城人，中华人民共和国外交官，曾任中华人民共和国驻帕皮提领事和中国海地贸易发展办事处代表。

## 生平
1985年，进入中华人民共和国外交部工作，先后在驻尼日尔大使馆、外交部领事司、驻法国大使馆、外交部干部司、驻斯特拉斯堡总领事馆、驻比利时大使馆、外交部外事管理司任职。2004年，任甘肃省人民政府外事管理办公室副处长，后升处长。2006年，任驻尼日尔大使馆参赞。2009年，任驻几内亚大使馆参赞。2011年，任外交部非洲司参赞。2014年，出任中华人民共和国驻帕皮提领事。2017年，任外交部欧洲司参赞。2020年10月，出任中国海地贸易发展办事处代表。

## 家庭
已婚，有一女。